# Ge mig den tro som himlen ser
Ge mig den tro som himlen ser är en psalm med text skriven 1749 av Charles Wesley och musik skriven 1857 av Edward Francis Rimbault. Texten översattes till svenska 1893 av Erik Nyström och bearbetats 1981 av Arne Widegård.

## Publicerad i
- Psalmer och sånger 1987 som nr 460 under rubriken "Kyrkan och nådemedlen - Vittnesbörd - tjänst - mission".[1]